# Jan Sokol
Jan Sokol (18. dubna 1936 Praha – 16. února 2021 Praha) byl český filozof, disident, překladatel filosofických textů, vysokoškolský pedagog, publicista a politik. Byl poslancem Federálního shromáždění v letech 1990–1992, ministrem školství, mládeže a tělovýchovy ve vládě Josefa Tošovského v roce 1998 a posledním protikandidátem Václava Klause ve volbách prezidenta České republiky v únoru 2003.
Byl jedním z výrazných českých křesťanských intelektuálů. Zabýval se zejména filozofickou antropologií, dějinami náboženství a antropologií institucí. Přednášel na četných českých i zahraničních univerzitách, zejména na evropská a filosofická témata. Byl prvním děkanem Fakulty humanitních studií Univerzity Karlovy (2000–2007). Patřil mezi aktivní přispěvatele Wikipedie, byl také čestným členem spolku Wikimedia Česká republika.

## Rodinný původ
Narodil se 18. dubna 1936 v Praze do katolické rodiny, jeho otec Jan byl architekt, jeho dědeček František Nušl byl astronom a matematik. Jeho mladší bratr Václav je grafický umělec.

## Vzdělání a technické profese
Vyučil se zlatníkem; pracoval jako zlatník a později mechanik. V roce 1958 v dálkovém studiu odmaturoval, od roku 1963 dálkově studoval matematiku na Matematicko-fyzikální fakultě Univerzity Karlovy. V letech 1964–1990 pracoval jako programátor, později byl vedoucím výzkumným pracovníkem ve Výzkumném ústavu matematických strojů; vydal několik knih a řadu článků o počítačích. Byl jedním z hlavních architektů operačních systémů pro počítače EC1021 a řady EC1025, EC1027. Pomohl najít uplatnění při programátorské práci lidem vyhozeným z různých zaměstnání (včetně pěti signatářů Charty 77) a celý tento tým se stal pro fungování ústavu nepostradatelný. Zabýval se různými odvětvími techniky (hodinářství, elektrotechnika, počítače), ale i botanikou.
Roku 1961 se oženil s Františkou roz. Patočkovou (1937–2024), dcerou filosofa Jana Patočky. Manželé měli dva syny a dceru.

## Akademická aktivita
Od roku 1990 byl Jan Sokol členem redakční rady časopisu Přítomnost (v letech 1995–2000 vycházel pod názvem Nová Přítomnost). Od roku 1991 přednášel filosofii, antropologii a religionistiku na Pedagogické a Filozofické fakultě Univerzity Karlovy. V únoru 1997 byl jmenován docentem, v roce 2000 profesorem. Od roku 2000 přednášel na Fakultě humanitních studií Univerzity Karlovy, v zimním semestru 2008/2009 přednášel etiku a lidská práva na Harvardově univerzitě v Cambridge ve Spojených státech amerických.
Jeho cesta k filosofii vedla přes studium biblistiky, děl německého filosofa Friedricha Nietzscheho a setkání s Janem Patočkou. Ve filozofii vycházel z fenomenologické tradice a personalismu, jehož představiteli byli Maurice Blondel, Gabriel Marcel, Pierre Teilhard de Chardin, Franz Rosenzweig a Emmanuel Levinas. Těžištěm jeho zájmu byla filozofická antropologie, dějiny idejí a témata přirozeného světa, a to zejména v poloze prováděcí filosofie (Patočka), srozumitelné i neodborníkům. Odtud pramenil jeho zájem o vztahy mezi filosofií a náboženstvím, filosofií a vědou, filosofií a politikou. Ve spojení se svými politickými funkcemi po roce 1990 studoval antropologické a společenské podmínky demokracie; soustavný zájem měl o otázky evropských dějin a evropské integrace. Zabýval se též historií.

## Působení na Wikipedii
| „           | Řadu let jsem investoval tisíce hodin do Wikipedie. Někdo si může myslet, že to je hloupost. Já si myslím, že to hloupost není, že internet začne být k něčemu až ve chvíli, kdy se do něj něco rozumného dá. V té džungli podivných švindlů, pomluv, fake news a takových věcí je docela užitečné zkusit vysekat jakousi cestičku, kde se nemusíte bát, že šlápnete na hada. Tomu jsem věnoval poslední léta velmi mnoho času a nemyslím si, že by byl ztracený. | “ |
| — Jan Sokol | |   |

Jan Sokol patřil v Česku mezi mediálně nejznámější tvůrce Wikipedie. Poprvé s ní přišel blíže do styku v roce 2007, kdy mu několik studentů u zkoušek a v referátech opakovalo stejné nepravdivé informace o jeho tchánu Janu Patočkovi. Z rozhovoru s jedním ze studentů pak vyplynulo, že informace přebírají z Wikipedie. Sokol studentovi doporučil kvalitnější zdroje, ale s blížícím se 100. výročím narození Jana Patočky se rozhodl Wikipedii blíže prozkoumat. Dne 7. ledna 2007 si zde založil účet a článek o filosofovi Patočkovi přepracoval. Byl překvapen, jak dopadem informací z Wikipedie na veřejnost, tak i jednoduchostí editací jednotlivých článků a rozhodl se editování věnovat více času.
Asi v roce 2008 vznikl na německé Wikipedii projekt Silberwissen (Stříbrné vědění), který se snažil motivovat seniory k psaní či úpravě článků. To Jana Sokola v roce 2013 inspirovalo a na české Wikipedii inicioval vznik obdobného projektu Senioři píší Wikipedii. Tento projekt dlouhodobě propagoval v médiích a také na Wikikonferencích v letech 2013 a 2015. Česká pobočka Nadace Wikimedia začala pro seniory pořádat kurzy v editování a do roku 2021 jimi prošlo přes 500 účastníků.
Jako wikipedista působil Jan Sokol pod uživatelským jménem Sokoljan a čtyři měsíce v roce 2018 z technických důvodů také pod jménem Sokoljan2. Za 14 let provedl téměř 32 000 editací a založil 1 948 nových článků. Wikimedia Česká republika jej v květnu 2014 jmenovala svým čestným členem.

## Politické angažmá
Jan Sokol byl účastníkem první vlny signatářů Charty 77. Po prvních svobodných volbách byl od 7. června 1990 do 4. června 1992 poslancem Sněmovny národů Federálního shromáždění za Občanské fórum. Byl místopředsedou Sněmovny národů, předsedou poslaneckého klubu Občanského fóra a parlamentní delegace pro jednání s Evropským parlamentem. Po rozpadu Občanského fóra přešel do Občanského hnutí. Druhý sněm Občanského hnutí v březnu 1992 zvolil Jana Sokola na post místopředsedy této politické formace, za něž kandidoval i v červnu 1992; po sloučení do SD-LSNS stranu opustil a názorově se přiklonil ke KDU-ČSL. V září 1992 ho ČSSD nominovala v pátém kole voleb prezidenta ČSFR, kandidatury se však vzdal.
Na podzim 1996 kandidoval do Senátu ve volebním obvodu č. 17 (Praha 12) za KDU-ČSL. Šlo o součást obecnějšího trendu v KDU-ČSL, kdy tato strana nabídla senátní kandidátní pozice některým výrazným bezpartijním osobnostem. Skončil ale až třetí po kandidátech ODS a ČSSD. V únoru 1997 byl jmenován poradcem ministra školství Ivana Pilipa (ODS). Od ledna do července roku 1998 byl ministrem školství, mládeže a tělovýchovy v Tošovského vládě; následně zůstal poradcem ministra Eduarda Zemana (ČSSD). Ve volbách do Poslanecké sněmovny v roce 1998 kandidoval za KDU-ČSL, i když získal 13,51 % preferenčních hlasů, v rámci prvního skrutinia mandát nezískal. V rámci druhého skrutinia dala strana přednost Miroslavu Kalouskovi.
Dne 28. února 2003 byl koaličním kandidátem do třetí volby prezidenta České republiky, v posledním kole jej těsně porazil Václav Klaus.
Byl znám též kritikou vysídlení Němců z Československa. Tento postoj mu vynesl nepřátelství předsednictva Českého svazu bojovníků za svobodu, jež v době Sokolovy kandidatury na prezidenta zaslalo poslancům a senátorům výzvu s pasáží: Nebojovali jsme za republiku, v jejímž čele by měl stát pan Sokol nebo někdo jemu podobný, a jsme povinni to veřejně jménem všech živých i mrtvých odbojářů prohlásit.
V květnu 2007 patřil mezi první skupinu signatářů prohlášení Ligy proti antisemitismu.
Počátkem roku 2018 se vyjádřil i k českým prezidentským volbám. Varoval před další polarizací české společnosti.

## Ocenění
- 2000 – Cena Nadace M. Kováče
- 2002 – Řád akademických palem Francouzské republiky v hodnosti důstojníka
- 2008 –  – Řád čestné legie Francouzské republiky v hodnosti důstojníka (Officier de la Légion d’honneur).
- 2008 – mimořádná Cena Přístav, Česká rada dětí a mládeže
- 2014 – čestný občan Prahy 6
- 2015 – čestný člen Soudcovské unie České republiky
- 2016 – Zlatá medaile Karlovy univerzity
- 2016 – Cena Nadace Dagmar a Václava Havlových Vize 97 (za přínos ke svobodě slova a rozvoj vzdělanosti; ohlášeno)[25]
- 2016 – Cena Arnošta z Pardubic pro vynikajícího vyučujícího Univerzity Karlovy[26]
- 2016 – Cena Nadace Jána Langoše – slovenské národní ocenění pro osobnosti ze Slovenska i zahraničí, které významnou mírou přispěly k odhalování pravdy, boji za svobodu a lidská práva a posilování občanské odvahy[27]
- 2023 –  – Řád Tomáše Garrigua Masaryka 1. třídy

Po Janu Sokolovi byla nazvána aula budovy Fakulty humanitních studií UK v sousedství kolejí 17. listopadu v Tróji. Rada hlavního města Prahy 4. března 2024 schválila pojmenování ulice v Praze 8 Karlíně Sokolova (dříve Růžodolská).

### Knihy
Česky:
- Cílek – Sokol – Sůvová, Evropa – náš domov. Albatros, Praha 2018, 132 str. (=50%). ISBN 978-80-00-05206-9
- Sokol, J., Naděje na neděli. Vyšehrad, Praha 2017. 280 stran. ISBN 978-80-7429-818-9
- Sokol, J., Dluh života. Články – eseje – glosy. FHS UK, Praha 2016. 668 str. ISBN 978-80-87398-86-9
- Sokol, J., Člověk jako osoba. Vyšehrad, Praha 2016. 3. vyd. 280 str. ISBN 978-80-7429-682-6
- Sokol, J.: Moc, peníze a právo. Vyšehrad, Praha 2015. 2. vyd. 304 str. ISBN 978-80-7429-638-3
- Sokol, J.: Etika, život, instituce. Vyšehrad, Praha 2014, 264 str. ISBN 978-80-7429-223-1
- Sokol, J.: Proč chodíme do kostela? Karmelitánské nakladatelství, Kostelní Vydří, 2013, ISBN 978-80-7195-658-7
- Sokol, J.: Jak jsem se měl na světě. Radioservis, Praha 2011, 150 str. ISBN 978-80-86212-80-7
- Sokol, J.: Etika a život. Vyšehrad, Praha 2010, 240 str. ISBN 978-80-7429-063-3
- Sokol, J.: Zůstat na zemi. Petr Vaďura, Vyšehrad, Praha 2008, 304 str. ISBN 978-80-7021-900-3
- Sokol, J.: Čas a rytmus. 2. vyd. Oikumene, Praha 2004, 332 str.ISBN 80-7298-123-4
- Sokol, J.: Člověk a náboženství. Portál, Praha 2004. 246 str. ISBN 80-7178-886-4
- Sokol, J.: Malá filosofie člověka. Slovník filosofických pojmů. 6. vyd. Vyšehrad, Praha 2010. 364 str. ISBN 978-80-7429-056-5
- Sokol, J. – Pinc, Z.: Antropologie a etika. Triton, Praha 2003. 167 str. ISBN 80-7254-372-5 (50%)
- Sokol, J.: Filosofická antropologie. Člověk jako osoba. 2.vyd. Portál, Praha 2002. 222 str. ISBN 80-7178-627-6
- Sokol, J. – Mičienka, M. – Jirásková, V.: Občanské minimum. Tauris, Praha 2002. 250 str. ISBN 80-211-0410-4
- Sokol, J.: Mistr Eckhart a středověká mystika. 3. vyd. Vyšehrad, Praha 2004, 360 str. ISBN 80-7021-414-7
- Sokol, J.: Čtení z bible. ČBS Praha 1996. 286 str. ISBN 80-85810-10-7
- Sokol, J.: Člověk a svět očima bible. J+J Praha 1993, 94 str. ISBN 80-901625-1-7
- Navrátil, V. – Sokol, J. – Žák, V.: Operační systémy. 2.vyd. SNTL Praha 1984, 264 str.
- Sokol, J.: Jak počítá počítač. 2. vyd. SNTL Praha 1979. 112 str.
- Přibáň, M. – Sokol, J.: Návrh samočinného počítače. SNTL Praha 1970, 176 str.
- Sokol, J.: Poselství Ježíšovo. 96 str. Charita Praha 1969

Anglicky:
- Sokol, J., Thinking about ordinary things. Přel. M. Pauzerová. Praha: Karolinum 2013. 236 str. ISBN 978-80-246-2229-3
- Sokol, J., Ethics, life and institutions. Přel. N. Cairns a M. Pauzerová. Praha: Karolinum 2016. 258 str. ISBN 978-80-246-3429-6

Německy:
- Sokol, J.: Philosophie als Verpflichtung. Manutius Heidelberg 2014, 208 S. ISBN 978-3-944512-02-0
- Sokol, J.: Mensch und Religion. Alber Freiburg 2007, 320 S. ISBN 978-3-495-48264-3
- Sokol, J.: Guten Tag, Computer! VT Berlin 1979. 88 str.

Čínsky:
- Sokol, J.: Xiao zhexue: ruhe sikao putong de shiwu. (Malá filosofie). Peking University Press 2018, 249 str. ISBN 978-7-301-29887-9

Maďarsky:
- Sokol, J.: Hogyan müködik az elektronikus számitogép? Budapest 1978. 112 str. ISBN 963-10-2490-3

### Články ve sbornících
- Sokol, J., České „stýkání a potýkání“ s Evropou. In: P. Hlaváček (vyd,), České vize Evropy. Academia, Praha 2014, str. 35–46. ISBN 978-80-200-2361-2
- Sokol, J., Jaká vlastně krize? In: J. Pehe (vyd.), Krize nebo konec kapitalismu? Prostor, Praha 2012, str. 21–31. ISBN 978-80-7260-267-4
- Sokol, J., Jde o přežití? In: V. Cílek (vyd.), Tři svíce za budoucnost. Novela bohemica, Praha 2012, str. 14–21. ISBN 978-80-87683-02-6
- Sokol, J., Člověk a voda. In: J. Kleczek (vyd.), Voda. RS Praha 2011, str. 35–40. ISBN 978-80-86212-98-2
- Sokol, J: Jazyk, právo a dobro. In: J. Přibáň – P. Holländer, Právo a dobro v ústavní demokracii. Sociologické nakladatelství, Praha 2011, str. 75–88. ISBN 978-80-7419-045-2
- Sokol, J., Die dreifache Verantwortung der Universität. In: R. Gepp et al. (Hsg.), Bildung zwischen Luxus und Notwendigkeit. Wien 2006, ISBN 3-8258-9360-X. S. 21–27.
- Sokol, J., Les regles: conditions de la liberté concrete. In: Philosophie de l’action. Cluj 2005, ISBN 973-7913-43-4, p. 173–181.
- Sokol, J.: Eine Ethik für alle Menschen? In: Schmidinger – Hoff (hsg.), Ethik im Brennpunkt. Tyrolia, Innsbruck 2005, S. 181–200. ISBN 3-7022-2710-5 RIV
- Novotný, K. – Sokol, J.: Jan Patočka, penseur d’une dissidence philosophique et politique. In: Delsol – Maslowski – Nowicki (eds.): Dissidences. PUF Paris 2005. ISBN 2-13-054334-0. P. 15–34.
- Sokol, J.: Christliche Mission unter den Heiden? In: Enders – Zaborowski (Hsg.): Phänomenologie der Religion. Alber, Freiburg 2004. ISBN 3-495-48108-7. S. 451–456.
- Sokol, J.: Was ist Geld? In: M. T. Vogt (hsg.), Kulturen in Begegnung. Wroclaw – Görlitz 2004. ISBN 83-7432-018-4. S. 189–198.
- Sokol, J.: The market as a place of rules. In: M. T. Vogt (hsg.), Kulturen in Begegnung. Wroclaw – Görlitz 2004. ISBN 83-7432-018-4. S. 239–243.
- Sokol, J.: Der zweifache Schöpfungsbericht als hermeneutischer Schlüssel. In: Pokorný, P. (ed.): Philosophical Hermeneutics and Biblical Exegesis. Tübingen 2002, ISBN 3-16-147894-0., S. 238–244.
- Sokol, J.: Les racines des nations européennes. In: Delsol – Maslowski – Nowicki (ed.): Mythes et symboles politiques en Europe centrale, p. 29–40. PUF Paris 2002. ISBN 2-13-050050-1.
- Sokol, J.: La pensée européenne de Jan Patočka. In: Delsol – Maslowski (ed.): Histoire des idées politiques de l'Europe centrale, p. 496–510. PUF Paris 1998. ISBN 2-13-049071-9
- Sokol, J.: Rádlovo pojetí národa. In: T. Herrmann – A. Markoš (eds.): Emanuel Rádl – vědec a filosof. Oikumene, Praha 2004. ISBN 80-7298-107-2. Str. 622–633.
- Sokol, J.: Kant jako antropolog a pedagog. In: Hegelovskou stopou. K poctě M. Sobotky. AUC, Studia philosophica XIV. Karolinum, Praha 2003. ISBN 80-246-0534-1. Str. 13–16.
- Sokol, J.: Mikuláš Kusánský a objev měření. In: Karfíková – Šír (vyd.): Číslo a jeho symbolika. CDK Brno 2003, str. 114–119. ISBN 80-7325-018-7.
- Sokol, J.: Leges sine moribus vanae. In: Konsolidace vládnutí a podnikání 1: Umění vládnout, ekonomika, podnikání. FSV UK Praha 2002. ISBN 80-86732-00-2. Str. 113–118.
- Sokol, J.: Jsou lidská práva přirozená? In: Konsolidace vládnutí a podnikání 1: Umění vládnout, ekonomika, podnikání. FSV UK Praha 2002. ISBN 80-86732-00-2. Str. 68–74.

### Časopisecké příspěvky
- Sokol, J.: Europe speaks. Linguistic Diversity and Politics. In: Angelaki: Journal of Theoretical Humanities. Vol. 15/3, 2010, p. 185–193. ISSN 1469-2899 (electronic) 0969-725X (paper)
- Sokol, J., Europa spricht. Sprachenvielfalt und Politik. In: Osteuropa 5–6/2004, Berlin, S. 276–283. ISSN 0030-6428. RIV
- Sokol, J., Was ist Geld? In: Zeitschrift für Wirtschafts- und Unternehmensethik 5/2 (2004), S. 176–185. ISSN 1439-880X
- Sokol, J., Misija chrzescijanska wsrod pogan? In: Teologia praktyczna 3/2002, str. 7–12. Poznan, ISSN 1642-6738
- Sokol, J., The Two Faces of Time. In: European Review, Vol. 9, No. 1, p. 11–18 (2001). ISSN 1062-7987
- Sokol, J., Virtudes de lo politico. In: Aleph 115 (4/2000), p. 117–123. Manizales, Colombia. ISSN 0120-0216.
- Sokol, J., An Address from Elsewhere (The Message of Lévinas). In: Philosophy Today, Chicago, 43/2 (1999), p. 143–150, ISSN 0031-8256.
- Sokol, J., Teilhard tehdy a dnes. In: Teologie a společnost 2/05, str. 14–16. ISSN 1214-0740
- Sokol, J., Evropa – mezi demokratickým deficitem a superstátem. In: Listy 5/2004, str. 7–9. ISSN 1210-1222.
- Sokol, J., Co jsou peníze? In: Sociologický časopis 40 (2004/4), Praha, str. 509–518. ISSN 0038-0288.
- Sokol, J., Je život (jen) můj? In: Vesmír 2/04, str. 74–76. ISSN 0042-4544
- Chalupáři Archivováno 3. 12. 2013 na Wayback Machine., napsáno 1976. In: Modrá kniha. Sborník vydaný ku příležitosti šedesátin Jiřího Němce a padesátin Sváti Karáska, Inverze, Praha 1992 a následně Listy 1/2004, str. 38–40, ISSN 1210-1222
- Muž a žena – sexuální antropologie Archivováno 2. 12. 2013 na Wayback Machine.. In: Listy 6/2003, str. 77–80. ISSN 1210-1222
- Sokol, J., Smrt v našich rukou. In: Listy 5/03, str. 78–82. ISSN 1210-1222
- Sokol, J., Jsou lidská práva přirozená? In: Listy 4/03, str. 78–82. ISSN 1210-1222
- Sokol, J., Zajatcovo dilema a problém černých pasažérů. In: Vesmír 8/03, str. 467–8 ISSN 0042-4544
- Sokol, J., Dá se život udržet? In: Vesmír 10/02, str. 546–548. ISSN 0042-4544
- Sokol, J., Jaký liberalismus? In: Listy 1/2002, str. 55–58. ISSN 1210-1222
- Sokol, J., Město a jeho hradby. In: Vesmír 5/02, str. 288–291. ISSN 0042-4544
- Sokol, J., Křesťanství a Evropa. In: Vesmír 4/02, str. 227–8. ISSN 0042-4544
- Sokol, J., Můžeme ”být mrtví”? In: Vesmír 7/01, str. 368–9. ISSN 0042-4544
- Sokol, J., Antropologie výchovy a vzdělávání. In: Pedagogika 2/2000, str. 121–125. ISSN 3330-3815
- Sokol, J., Martin Heidegger. In: Kritický sborník 2–3/97 ISSN 0862-819X
- Sokol, J., Věda, vědci a pravda. In: Vesmír 6/97, str. 348. ISSN 0042-4544

### Překlady
- B. Casper: Míra lidství. Rosenzweig a Lévinas. Oikumene, Praha 1998. 165 s. ISBN 80-86005-62-3
- M. Foucault: Sen a obraznost. Delfín, Liberec 1995. 75 s., ISBN 80-901842-1-9
- Fustel de Coulanges: Antická obec. SOFIS, Praha 1998. 392 str. ISBN 80-902439-7-5 (část)
- H.-G. Gadamer: Problém dějinného vědomí. FÚ ČAV Praha 1994, 54 str. ISBN 80-7007-062-5
- H.-G. Gadamer: Člověk a řeč. Oikumene, Praha 1999, 156 str. ISBN 80-86005-76-3 (část).
- P.-L. Landsberg: Zkušenost smrti, Vyšehrad Praha 1990. 202 s. ISBN 80-7021-054-0
- E. Lévinas: Totalita a nekonečno. Oikumene, Praha 1997. 276 str. ISBN 80-86005-20-8 (část)
- E. Lévinas: Být pro druhého. Dva rozhovory. Praha 1997. 65 s. ISBN 80-7113-217-9
- P. Pawlowsky: Křesťanství v proměnách dvou tisíciletí. Vyšehrad, Praha 1996. ISBN 80-7021-143-1
- P. Ricoeur: Život, pravda, symbol. Oikumene, Praha 1993. 255 s. ISBN 80-85241-32-3 (část)
- F. Rosenzweig: Nové myšlení, J+J Praha 1994, ISBN 80-901625-5-X
- R. Ruyer: Paradoxy vědomí, PedF UK Praha 1994. 226 str.
- P. Teilhard de Chardin: Místo člověka v přírodě. Svoboda Praha 1993, 165 str. ISBN 80-205-0309-9
- P. Teilhard de Chardin: Vesmír a lidstvo. Vyšehrad Praha 1997, 270 str. ISBN 80-7021-043-5
- C. Tresmontant: Bible a antická tradice. Vyšehrad Praha 1998. 174 s. ISBN 80-7021-270-5
- C. F. von Weizsaecker: Dějiny přírody, Svoboda 1972. 146 s.
- B. Welte: Světlo z nicoty. Zvon, Praha 1994, ISBN 80-7113-105-9
- Bible. Nový zákon, Český ekumenický překlad. Praha 1979 a n. (účast)